# Староспасская улица
Староспасская улица — улица в Северо-западном административном округе города Москвы в районе Митино.

## История
Улица получила такое название 6 февраля 1986 года:610 по находившемуся здесь ранее селу Спас между реками Сходня и Москва-река, которое, в свою очередь, было названо в честь Спасо-Преображенского мужского монастыря.
В 1960 году через село Спас прошла Московская кольцевая автодорога, и в 1984 году восточная часть села с населением в 218 человек была включена в состав Москвы. Большинство жителей бывшего села переселилось в предоставленные им квартиры, но некоторое количество частных домов вместе с храмом Спаса Преображения сохранилось:611.
В 1990 году в храме были возобновлены богослужения, а к 1999 году он был полностью восстановлен:611.
По состоянию на 2007 год насчитывалось 20 частных домов. В 2013 году улица Староспасская оставалась единственной улицей в этом районе с частной застройкой, и на ней проживало 10–12 семей.

## Расположение
Улица находится между внешней стороной МКАД южнее поворота на Волоколамское шоссе и прудом:611. 